# Festivali i Këngës 54
Festivali I Këngës 54 fue la edición número 54 del Festivali i Këngës y la preselección albanesa para el Festival de la Canción de Eurovisión 2016 a celebrarse en Estocolmo, Suecia. Un total de 30 candidaturas se la jugaron en dos semifinales (25 y 26 de diciembre de 2015) y una final (27 de diciembre de 2015) con los 22 participantes finalistas. 

## Primera Semifinal
| Num | Artista          | Canción              |
| --- | ---------------- | -------------------- |
| 1   | Egzon Pireci     | Triumf               |
| 2   | Simbol           | Artiste              |
| 3   | Voltan Prodani   | Dëgjoje këngën o atë |
| 4   | Adrian Lulgjuraj | 'Jeto dhe ëndërro    |
| 5   | Sigi Bastri      | Engjëll i lirë       |
| 6   | Dilan Reka       | Buzëqesh             |
| 7   | Luiz Ejlli       | Pa mbarim            |
| 8   | Nilsa Hysi       | Asaj                 |
| 9   | Orgesa Zaimi     | Një shishe në oqean  |
| 10  | Erga Halilaj     | Monolog'             |
| 11  | Florent Abrashi  | Të ndjek çdo hap     |
| 12  | Teuta Kurti      | Në sytë e mi         |
| 13  | Kozma Dushi      | Një kafe             |
| 14  | Aslajdon Zaimaj  | Merrmë që sot        |
| 15  | Egert Pano       | Mos ik               |

## Segunda Semifinal
| Num | Artista                       | Canción                     |
| --- | ----------------------------- | --------------------------- |
| 1   | Kristi Popa                   | Ajo çfarë ndjej             |
| 2   | Rezart Smaja & Klodian Kaçani | Dashuri në përjetësi        |
| 3   | Revolt Klan                   | Dashurinë s’e gjejmë dot    |
| 4   | Jozefina Simoni               | Një det me ty               |
| 5   | Andi Tanko                    | Dielli vazhdon të më ngrohë |
| 6   | Niku & Entela Zhula           | Muza                        |
| 7   | Genc Tukiçi                   | Sa të dashuroj              |
| 8   | Evans Rama                    | Flakë                       |
| 9   | Besa Krasniqi                 | Liroje zemrën               |
| 10  | Enxhi Nasufi                  | Infinit                     |
| 11  | Flaka Krelani                 | S’je për mua                |
| 12  | Renis Gjoka                   | Ato që s’ti them dot        |
| 13  | Lindi Islami                  | Për një mrekulli            |
| 14  | Eneda Tarifa                  | Përrallë                    |
| 15  | Klajdi Musabelli              | Ndodh edhe kështu           |

## Final
| Num | Artista                       | Canción              | Posición |
| --- | ----------------------------- | -------------------- | -------- |
| 1   | Eneda Tarifa                  | Përrallë             | 1º       |
| 2   | Aslajdon Zaimaj               | Merrmë që sot        | 2º       |
| 3   | Flaka Krelani                 | S’je për mua         | 3º       |
| 4   | Rezart Smaja & Klodian Kaçani | Dashuri në përjetësi | 4º       |
| 5   | Enxhi Nasufi                  | Infinit              | 5º       |
| 6   | Nilsa Hysi                    | Asaj                 | 6º       |
| 7   | Dilan Reka                    | Buzëqesh             | 7º       |
| 8   | Teuta Kurti                   | Në sytë e mi         | 8º       |
| 9   | Renis Gjoka                   | Ato që s’ti them dot | 9º       |
| 10  | Evans Rama                    | Flakë                | 10º      |
| 11  | Adrian Lulgjuraj              | Jeto dhe ëndërro     | -        |
| 12  | Besa Krasniqi                 | Liroje zemrën        | -        |
| 13  | Erga Halilaj                  | Monolog              | -        |
| 14  | Egert Pano                    | Mos ik               | -        |
| 15  | Florent Abrashi               | Të ndjek çdo hap     | -        |
| 16  | Genc Tukiçi                   | Sa të dashuroj       | -        |
| 17  | Jozefina Simoni               | Një det me ty        | -        |
| 18  | Kozma Dushi                   | Një kafe             | -        |
| 19  | Kristi Popa                   | Ajo çfarë ndjej      | -        |
| 20  | Lindi Islami                  | Për një mrekulli     | -        |
| 21  | Luiz Ejlli                    | Pa mbarim            | -        |
| 22  | Sigi Bastri                   | Engjëll i lirë       | -        |